# Біберталь (Баварія)
Біберталь (нім. Bibertal) — громада в Німеччині, знаходиться в землі Баварія. Підпорядковується адміністративному округу Швабія. Входить до складу району Гюнцбург.
Площа — 27,31 км2. Населення становить 4965 ос. (станом на 31 грудня 2020).